# Битва при Карабобо (1821)
Битва при Карабобо (исп. Batalla de Carabobo) — сражение 24 июня 1821 года между испанскими войсками под руководством маршала Мигеля де ла Торре и армией Симона Боливара. Сражение произошло при городе Валенсия (сейчас столица современного венесуэльского штата Карабобо) и завершилось решительной победой патриотов.

## Предыстория
К 1818 году была создана Третья республика Венесуэла с задачей освобождения всей Венесуэлы. Боливар стремился освободить Колумбию с целью создания новой страны Великая Колумбия (регион, состоящий из того, что мы знаем сегодня как Колумбия, Эквадор, Панама и Венесуэла). Республика Великая Колумбия была образована в 1819 году во главе с Боливаром. Как только Колумбия обрела независимость, Боливар приступил к освобождению Венесуэлы.
В 1820 году было заключено перемирие между испанцами генерала Пабло Морильо и патриотами под предводительством Боливара. Боливар разместил своих людей у озера Маракайбо, в районе, оккупированном роялистами. После нарушения перемирия между патриотами и роялистами Боливар сконцентрировал армию из 6500 человек и вошел в Венесуэлу в апреле 1821 года.
Республиканская армия насчитывала, по разным оценкам, от 6,5 тыс. до 8 тыс. человек (в том числе 340 или 350 человек из батальона британских добровольцев), тогда как в рядах испанской армии имелось около 4-5 тысяч солдат. Таким образом, Боливар имел значительное численное превосходство, но реализовать его он мог лишь в ходе сражения.

## Сражение
Мигель де ла Торре с 5-тысячным корпусом удерживал долину Карабобо у подножия южного перевала. Роялисты заняли дорогу, ведущую из Валенсии в Пуэрто-Кабельо. Когда его армия подошла к позициям роялистов, Боливар, обнаружив, что противник занимает очень сильную оборонительную позицию, разделил свои силы и отправил половину из них на фланговый маневр через пересеченную местность и густую листву. Узнав об этом, генерал Мигель де ла Торре также разделил свои силы на две части, чтобы отразить эту фланговую атаку.
Торре бросил свою кавалерию навстречу коннице Боливара, что привело к панике среди республиканских всадников-льянеро, обратившихся в бегство. Но Британский легион держался стойко, и атака испанской кавалерии захлебнулась. Это позволило Британскому легиону после тяжелого боя захватить холмы. Таким образом, патриоты прорвали линии роялистов и двинулись в тыл остальным испанским войскам. Пехота роялистов построилась в каре, чтобы поддержать натиск противостоящей кавалерии, но разгром был полным. Только 400 пехотинцам удалось добраться до Пуэрто-Кабельо. 

## Результаты
Испанцы потеряли 2708 человек убитыми, ранеными и пленными, тогда как патриоты сообщили о потере 200 человек. При этом больше половины погибших республиканцев (119 человек) пришлись на иностранных добровольцев. Среди погибших патриотов было относительно много офицеров, в том числе 11 человек из иностранного добровольческого легиона, также погибли Амбросио Плаза и Мануэль Седено, командиры 2-й и 3-й дивизий. Из-за выдающегося вклада в одержанную победу Боливар особо выделил солдат Британского легиона и назвал их «спасителями моего Отечества».
Победа при Карабобо сыграла решающую роль в последовавшем окончательном освобождении Венесуэлы от испанского господства. После сокрушительного поражения при Карабобо в руках роялистов остался лишь город Кумана, но и он пал вскоре после этого. Их другой оплот Пуэрто-Кабельо не сдался и находился в осаде, пока не был вынужден капитулировать в октябре 1823 года.

## Память
В 1921—1930 в честь победы на месте битвы был сооружен мемориальный комплекс, также была учреждена памятная медаль. 24 июня в Венесуэле является праздничным и нерабочим днем.